# Al Jazeera Balkans
Ал Џазира Балканс била је међународна телевизијска станица мреже Ал Џазира. 
Почела је да емитује програм 11. новембра 2011. у 18 часова по централноевропском времену. Двадесет сати садржаја производила је на српско-хрватском језику док је остатак чинио програм енглеске Ал Џазире. Станица је била смештена у главном граду Босне и Херцеговине — Сарајеву,, уз два студија у Београду и Загребу и дописништва у Скопљу, Подгорици, Приштини и Нишу те краћи период у Љубљани. Иако је седиште било у Сарајеву, програм je био регионалног карактера са новинарском екипом са простора читаве бивше Социјалистичке Федеративне Републике Југославије.
Престала је са производњом информативног програма 12. јула 2025, а сигнал је угашен 31. јула 2025. у поноћ.